# Município de Penn (condado de Highland, Ohio)
O município de Penn (em inglês: Penn Township) é um município localizado no condado de Highland no estado estadounidense de Ohio. No ano de 2010 tinha uma população de 1.409 habitantes e uma densidade populacional de 16,95 pessoas por km².

## Geografia
O município de Penn encontra-se localizado nas coordenadas 39° 17′ 28″ N, 83° 35′ 49″ O. Segundo a Departamento do Censo dos Estados Unidos, o município tem uma superfície total de 83.12 km², da qual 83,12 km² correspondem a terra firme e (0 %) 0 km² é água.

## Demografia
Segundo o censo de 2010, tinha 1.409 habitantes residindo no município de Penn. A densidade populacional era de 16,95 hab./km². Dos 1.409 habitantes, o município de Penn estava composto pelo 98,51 % brancos, o 0,57 % eram afroamericanos, o 0,07 % eram asiáticos e o 0,85 % eram de uma mistura de raças. Do total da população o 0,5 % eram hispanos ou latinos de qualquer raça.